# Rauda
Rauda település Németországban, azon belül Türingiában. Lakosainak száma 285 fő (2023. december 31.). Rauda Heideland, Eisenberg és Silbitz községekkel határos.

## Népesség
A település népességének változása:
| Lakosok száma | 296  | 301  | 294  | 289  | 285  |
|               | 2017 | 2019 | 2021 | 2022 | 2023 |